# Salix austrotibetica
Salix austrotibetica är en videväxtart som beskrevs av N. Chao. Salix austrotibetica ingår i släktet viden, och familjen videväxter. Inga underarter finns listade i Catalogue of Life.